# Marie Balmary
Pour les articles homonymes, voir Balmary.
Marie Balmary, née le 5 septembre 1939 à Rennes, est une psychanalyste et essayiste française. En sus de sa pratique thérapeutique, elle étudie avec des groupes de lecteurs la Bible et la mythologie grecque en se servant de la théorie psychanalytique et, en retour, en interrogeant les fondements de celle-ci.

## Parcours
Mary Balmary est psychologue clinicienne de formation universitaire, psychanalyste de formation lacanienne et chercheuse.
Sa thèse de doctorat consacrée à la relation entre la théorie freudienne et l'histoire familiale de Freud ayant été refusée avant soutenance, elle l'a publiée en 1979 sous l'intitulé L'Homme aux statues. Freud et la faute cachée du père. Dans cet ouvrage, elle revisite la théorie freudienne à partir d'une lecture du mythe d’Œdipe qui inclut celle de l’histoire du père d’Œdipe et la prise en compte étymologique des mots et des noms de ces récits et d'une étude de leur rapport avec l’histoire de la famille de Freud.
Par la suite, Marie Balmary entreprend une lecture de la Bible. Lors de son abord du mythe des origines que constitue à ses yeux le livre de la Genèse elle suit le séminaire de lecture de la Bible de l'exégète jésuite Paul Beauchamp pendant trois ans, au début des années 1980, et devient proche de lui.
Dans sa lecture, elle mobilise les concepts psychanalytiques pour comprendre et interpréter les textes bibliques fondateurs. Elle porte une très grande attention à la lettre de ces textes, dans leurs langues originales, l'hébreu, l'araméen et le grec biblique, qu'elle a apprises, et considère toute étrangeté apparente du texte, y compris des erreurs grammaticales, comme pouvant être porteuses de sens.
Cette lecture ainsi très proche de la lettre des textes l'amène à de nouvelles compréhensions et à des ré-interprétations.
Ainsi :
- Dans Le sacrifice interdit, elle relève que c'est Abraham qui attribue à Dieu un ordre (celui de sacrifier son fils Isaac) dont il n'est pas explicitement écrit que celui-ci l'a donné[6];
- dans La divine origine, elle propose que l'interdit du jardin d’Éden porte sur le fait de confondre le masculin et le féminin, de mal connaître l'autre, et de l'assimiler à soi au lieu de l'accepter tel qu'il est.
- Elle conteste aussi la traduction d'une phrase (« Tu enfanteras dans la douleur ») que Dieu adresse à Ève. Une traduction plus appropriée serait « Dans le chagrin tu enfanteras des fils », ce qui ferait ainsi référence à « la difficulté pour les êtres humains de laisser advenir en l’autre et particulièrement l’enfant, sa propre vie, sa propre parole »[7].

## Publications

### Ouvrages
- 1979 : L’Homme aux statues : Freud et la faute cachée du père, Éditions Grasset (ISBN 9782246075127 et 9782246075196, présentation en ligne), Le Livre de Poche Biblio Essais no 4201 – 1994.
- 1986 : Le Sacrifice interdit : Freud et la Bible, Grasset (ISBN 9782246376613 et 9782246376699, présentation en ligne), Le Livre de Poche Biblio Essais no 4220 – 07/11/1995 - (Prix Nicolas Missarel en 1987)[8],[9].
- 1993 : La divine origine. Dieu n’a pas créé l’homme, Grasset  (ISBN 9782246475712 et 9782246475798), Le Livre de Poche Biblio Essais no 4271, 1998[10].
- 1999 : Abel ou la traversée de l’Éden, Grasset  (ISBN 9782246591313 et 9782246591399)
- 2001 : Je serai qui je serai, Exode 3,14, l'intégrale des entretiens Noms de Dieux d'Edmond Blattchen, Alice  (ISBN 978-2930182605)
- 2005 : Le moine et la psychanalyste, Albin Michel,  (ISBN 9782226159953 et 9782226201508), Le Livre de Poche Biblio Essais no 4414 2007 - (Prix Humanisme chrétien en 2006)[11].
- 2010 : Freud jusqu’à Dieu, Actes Sud,  (ISBN 978-2-7427-9147-7).
- 2012 : Nous irons tous au Paradis. Le Jugement dernier en question, avec Daniel Marguerat, Albin Michel,  (ISBN 9782226320261), Le Livre de Poche Biblio Essais n° … Édition poche 2016.
- 2016 : Ouvrir Le Livre – Une lecture étonnée de la Bible, avec Sophie Legastelois, Albin Michel -  (ISBN 9782226326171).
- 2024 : Ce lieu en nous que nous ne connaissons pas - À la recherche du Royaume, Albin Michel,  (ISBN 978 222 649 29 51)

### Ouvrages collectifs
- 2009 : Le désir à la recherche de ses sources in Le sacré, cet obscur objet du désir, Albin Michel -  (ISBN 9782226191182).
- 2009 : Fragilité, condition de la parole in La fragilité, faiblesse ou richesse ?, Albin Michel -  (ISBN 9782226246516).
- 2011 : Sur nos chemins de révélation in Le voyage initiatique, Albin Michel -  (ISBN 9782226220523).
- 2017 : Le spirituel (n’est pas) au service du bien commun – Se libérer du moi idolâtre in Pour le Bien Commun ouvrage collectif, Salvator -  (ISBN 9782706715693).

### Articles
- « Genèse du fratricide : Caïn en danger », Les lettres de la SPF, no 29,‎ 2013, p. 23-35 (lire en ligne).
- « La bénédiction des nations de la terre », Pardès, no 45,‎ janvier 2009, p. 27-34 (lire en ligne).
- « Le choix de l'image : comme l'Autre ou avec l'Autre », Pardès, no 39,‎ février 2005, p. 35-46 (lire en ligne).
- « Lire la différence des sexes », Revue Projet, no 287,‎ avril 2005, p. 23-29 (lire en ligne).
- « Le Guérisseur du « Nous » », Pardès, nos 32-33,‎ janvier 2002, p. 271-279 (lire en ligne).
- « Les lois de l’Homme »,  Études, t. 375,‎ juillet 1991, p. 45-58 (lire en ligne)
- « Freud et l’inceste : l’abandon d’une découverte », L'Obs,‎ 25 janvier 2021 (lire en ligne, consulté le 28 juin 2021).

## Conférences
- [vidéo] « Maurice Clavel, journaliste transcendantal », sur YouTube, mars 2016
- [vidéo] La raison, l’esprit et la psychanalyse – septembre 2010.
- [vidéo] Abraham et l’éveil de la conscience sur Akadem, juin 2008.
- [vidéo] Quand les nations s’entre-béniront sur Akadem, octobre 2007.